# Allegro Grandi
Allegro Grandi (San Pietro in Casale, província de Bolonya, 17 de gener de 1907 – Caracas, Veneçuela, 23 d'abril de 1973) va ser un ciclista italià que va córrer entre 1926 i 1946. Com a amateur va prendre part en els Jocs Olímpics de 1928, on va obtenir dues quartes posicions. En el seu palmarès destaca el Campionat del món amateur de 1928 i una etapa al Giro d'Itàlia de 1930.
A mitjans dels anys 30 va emigar a Veneçuela on continuà corrent, tot proclamant-se tres vegades campió de Veneçuela, fins que es retirà el 1946. També s dedicà a fer d'entrenador.
El 1973 se suïcidà a la seva botiga de bicicletes de Caracas.

## Palmarès
- 1926
  -  Campió d'Itàlia en ruta amateur
- 1927
  - 1r al Giro de Romanya
  - 1r a la Coppa Cavacciocchi
  - 1r a la Coppa Santagostino
  - 1r a la Coppa Mussolini
  - 1r al Gran Premi de Treviso
- 1928
  -  Campió del món en ruta amateur
- 1929
  -  Campió d'Itàlia en ruta professional junior
  - 1r a la Coppa Bernocchi
  - 1r al Giro dell'Emilia
- 1930
  - 1r a la Torí-Brussel·les i vencedor d'una etapa
  - Vencedor d'una etapa al Giro d'Itàlia
- 1933
  - 1r a la Predappio-Roma i vencedor d'una etapa

### Resultats al Giro d'Itàlia
- 1927. Abandona
- 1929. 6è de la classificació general
- 1930. 3r de la classificació general. Vencedor d'una etapa
- 1931. 28è de la classificació general
- 1933. 5è de la classificació general
- 1934. Abandona
- 1935. Abandona

### Resultats al Tour de França
- 1933. Abandona (7a etapa)